# Syscia minuta
Syscia minuta (лат.) — вид муравьёв рода Syscia из подсемейства Dorylinae (Formicidae). Самый мелкий представитель своего рода (что отражено в его латинском названии).

## Распространение
Встречаются в Неотропике: от Никарагуа до Бразилии.

## Описание
Мелкие муравьи светло-коричневого цвета (длина 2—3 мм). Ширина головы рабочих 0,35—0,38 мм, длина головы 0,45—0,52 мм. Отличаются следующими признаками: относительно мелкие размеры (самый мелкий представитель рода Syscia); субпетиолярный отросток мелкий, с передней крючковидной частью; петиоль субквадратный в профиль; абдоминальный сегмент AIII сверху трапециевидный, с прямыми сторонами и почти плоской спиной на виде сбоку; стороны AIV почти плоские, а передний край при виде сверху несколько усечен; точки-пунктуры на AIII отчётливые, почти сливающиеся; точки на AIV отчетливые, мелкие, малозаметные в середине; отстоящие волоски короткие и тонкие. Стебелёк двухчлениковый, но явные перетяжки между следующими абдоминальными сегментами отсутствуют. Проното-мезоплевральный шов развит. Оцеллии отсутствуют, сложные глаза редуцированные. Нижнечелюстные щупики рабочих 2-члениковые, нижнегубные щупики состоят из 2 сегментов. Средние и задние голени с одной гребенчатой шпорой. Обнаружены в подстилочном лесном слое. Вид был впервые описан в 2021 году американским мирмекологом Джоном Лонгино и немецким энтомологом Майклом Бранстеттером.